# Lijst van Afrikaanse muzikanten
Dit is een onvolledige lijst van Afrikaanse muzikanten en muziekgroepen.

## Angola
- Army Squad
- Waldemar Bastos
- Bonga
- Diamondog
- Paulo Flores
- KeyLiza
- Don Kikas
- Sam Mangwana
- Dog Murras
- Neblina
- Ngola Ritmos
- OmPuff
- Anselmo Ralph
- Alberto Teta Lando
- Lourdes Van-Dúnem
- Neide Van-Dúnem

## Algerije
- Cheb Mami
- Idir
- Khaled
- Matoub Lounès
- Souad Massi
- Ferhat Mehenni
- Lounis Ait Menguellet
- Bellemou Messaoud
- Ahmad Baba Rachid
- Rachid Taha

## Benin
- Angélique Kidjo
- Orchestre Poly-Rhythmo
- Disc Afrique
- Les Astronauts
- Wally Badarou
- Nel Oliver

## Botswana
- Banjo Mosele
- Franco and Afro Musica
- Matsieng
- Maxy
- Slizer
- Zeus

## Burkina Faso
- Bil Aka Kora
- Farafina
- Les Frères Coulibaly
- Smockey
- Sonia Carré d'As
- Victor Démé
- Yeleen
- Yoni

## Burundi
- Khadja Nin
- Lolilo

## Centraal-Afrikaanse Republiek
- Zokela

## Congo-Brazzaville
- Youlou Mabiala
- Pierre Moutouari

## Democratische Republiek Kongo
- M'bilia Bel
- Debeau Bosenzo
- Awilo Longomba
- Bimi Ombale
- Diblo Dibala
- Fally Ipupa
- Grand Kalle en African Jazz
- Pepe Kalle
- Dr Nico Kasanda
- Franco Luambo Makiadi en OK Jazz
- Sam Mangwana
- Jimmy Omonga
- Kanda Bongo Man
- Koffi Olomide
- Madilu Systeme
- Mose Se Sengo
- Nyboma
- Pitcho Womba Konga
- Tabu Ley Rochereau en African Jazz
- Faya Tess
- Papa Wemba
- Dindo Yogo
- Zaiko Langa Langa

## Egypte
- Amal Maher
- Amira Selim
- Amr Diab
- Angham
- Anoushka
- Carmen Suleiman
- Dina El Wedidi
- Hisham Abbas
- Leila Mourad
- Mayam Mahmoud
- Mohamed Mounir
- Mohammed Abdel Wahab
- Mounira El Mahdeya
- Nesma Mahgoub
- Ratiba El-Hefny
- Ruby
- Sayed Darwish
- Shadiya
- Sherine
- Umm Kulthum
- Yasmine Niazy
- Yousra
- Zizi Adel

## Ethiopië
- Hamelmal Abate
- Teddy Afro
- Alemu Aga
- Mahmoud Ahmed
- Tadesse Alemu
- Fèqadu Amdè-Mesqel
- Martha Ashagari
- Mulatu Astatke
- Aster Aweke
- Samuel Bèlay
- Bezunesh Bekele
- Tadele Beqele
- Tsèhaytu Bèraki
- Yohannes Berhanu
- Girma Bèyènè
- Ali Birra
- Dahlak Band
- Alèmayèhu Eshèté
- Teferi Felleqe
- Bahta Gèbrè-Heywèt
- Tlahoun Gèssèssè
- Getatchew Kassa
- Asfaw Kebbebe
- Tèsfa-Maryam Kidané
- Gétatchèw Mèkurya
- Muluqèn Mèllèssè
- Tèshomè Meteku
- Minyeshu
- Yezinna Negash
- Tèwèldè Rèdda
- Kuku Sebsebe
- Wallias Band
- Menelik Wèsnatchèw
- Asnaketch Worku
- Sèyfu Yohannès

## Gabon
- Pierre Akendengué

## Gambia
- Dembo Konteh
- Kanja Kouyaté
- Foday Musa Suso
- Jaliba Kouyaté
- Malamini Jobarteh
- Ebrima Jobarteh
- Tata Din Din Jobarteh
- Pa Bobo Jorbarteh
- Sona Jobarteh
- Musafily Jobarteh
- Dawda Jobarteh
- Bambo Konteh
- Bai Jobarteh
- Mande Sey
- Mam Tamsir Njai
- Mass Love
- Singateh
- Mariam Sow

## Ghana
- A.B. Crentsil & the Sweet Talks
- African Brothers International Band
- Kofi Ayivor
- Bisa Kdei
- Bukbak
- Daddy Lumba
- Ebony Reigns
- Fuse ODG
- Genesis Gospel Singers
- King Bruce and the Black Beats
- Alex Konadu
- Kwabena Kwabena
- Efya
- Kojo antwi
- Stonebwoy
- Sherifa gunu
- Castro
- Gurunkz
- Ofori Amponsah
- Kou Nimo
- Lord Kenya
- E.T. Mensah
- Abrewa Nana
- Osibisa
- Reggie Rockstone
- Sarkodie
- Barima Sydney
- Shatta Wale
- Frenna

## Guinee
- Bembeya Jazz
- Les Ballets Africains
- Balla et ses Balladins
- Sekouba Bambina Diabaté
- Jali Musa Jawara
- Famadou Konaté
- Kade Diawara
- Oumou Diabaté
- Mory Kanté
- Momo Wandel Soumah
- Mamady Keïta

## Guinee-Bissau
- José Carlos Schwartz
- Dulce Neves
- Manecas Costa
- Kaba Mané
- Super Mama Djombo
- Didinte
- Tino Trimo

## Ivoorkust
- Alpha Blondy
- Magic System
- Dobet Gnahore
- Ismael Isaac
- Couper Décaler
- Fadaldey
- Tatapom
- Tiken Jah Fakoly
- Ernesto Djédjé
- Ibrahim Sylla

## Kaapverdië
- Bana
- Cesaria Evora
- Paulino Vieira
- Manuel de Novas
- Simentera
- Suzanna Lubrano
- Antoninho Travadinha
- Sara Tavares
- Gil Semedo
- Jorge Neto
- Lura
- Mayra Andrade
- Tito Paris
- Emms
- William Araujo
- Djodje
- Tabanka
- Ildo Lobo
- Tcheka
- Teófilo Chantre

## Kameroen
- Njacko Backo
- Francis Bebey
- Moni Bilé
- Diboué Black
- Richard Bona
- Manu Dibango
- Charlotte Dipanda
- Stanley Enow
- Jovi
- Michael Kiessou
- Wes Madiko
- Lapiro de Mbanga
- Coco Mbassi
- Sally Nyolo
- Yannick Noah
- Kristo Numpuby
- Petit Pays
- Les Têtes Brulées
- Sam Fan Thomas

## Kenia
- Senta Lain
- Fadhili Williams
- Daudi Kabaka
- Fundi Konde
- Stella Mwangi
- Mike Onyango

## Liberia
- Sundaygar Dearboy
- kNERO
- Takun-J

## Madagaskar
- AmbondronA
- Vaiavy Chila
- Mily Clément
- Ninie Doniah
- Rakoto Frah
- D'Gary
- Régis Gizavo
- Eusèbe Jaojoby
- Lego
- Mahaleo
- Erick Manana
- Jerry Marcoss
- Toto Mwandjani
- Oladad
- Rabaza
- Naka Rabemanantsoa
- Andrianary Ratianarivo
- Olombelona Ricky
- Rossy
- Mama Sana
- Senge
- Tarika
- Tearano
- Justin Vali
- Nicolas Vatomanga

## Malawi
- Wambali Mkandawire
- Lucius Banda

## Mali
- Bassekou Kouyate
- Boubacar Traoré
- Salif Keita
- Toumani Diabaté
- Kandia Kouyaté
- Habib Koité
- Kasse Mady Diabaté
- Fatoumata Diawara
- Khaira Arby
- Nahawa Doumbia
- Rokia Traoré
- Tinariwen
- Ali Farka Touré
- Oumou Sangaré
- Amadou & Mariam
- Oumar Keita
- Coco Dembele
- Aska Modibu
- Afel Bocoum
- Super Rail Band de Bamako

## Marokko
- Najat Aâtabou
- Amina Alaoui
- Majid Bekkas
- Samira Bensaid
- Hassane Idbassaïd
- Hanaa El Idrissi
- Karim El Marssi
- Izenzaren
- Khalid Izri
- Numidia
- Rouicha
- Said Zerwali

## Mauritanië
- Khalifa Ould Eide and Dimi Mint Abba
- Mabuma
- Nour Mint Seymali
- Tahra

## Namibië
- Ees

## Niger
- Mahaman Garba
- Amadou Hamza
- Karaka
- Saadou Bari
- Madelle Idarri
- Moussa Pussy
- Mamar Kassey

## Nigeria
- Fela Kuti
- Femi Kuti
- Irewolede Denge
- Tunde King
- Ayinde Bakara
- Jolly Orchestra
- Sunny Ade
- I.K. Dairo
- Ebenezer Obey
- Harum Ishola
- Sikiru Ayinde Barrister
- Ayinla Kollington
- Prince Nico Mbarga
- Lagbaja
- Oriental Brothers
- Shina Peters
- Wasiu Ayinde Marshall
- Obesere
- Osita Osadebe
- Sunny Okosun
- Onyeka Owenu
- Adewale Ayuba
- Sade Adu
- Babatunde Olatunji
- Majek Fashek
- Fela Sowande
- Rex Lawson
- Daddy Show Key
- The Remedies
- Plantashun Boyz
- Geoffy G

## Oeganda
- Jose Chameleon
- Bebe Cool
- Ragga Dee
- Mun G
- Naava Grey
- Eddy Kenzo
- Sheeba Karungi
- Klear Kut
- Philly Lutaaya
- Irene Ntale
- Geoffrey Oryema
- Pallaso
- Samite of Uganda
- Madoxx Ssemanda Sematimba

## Senegal

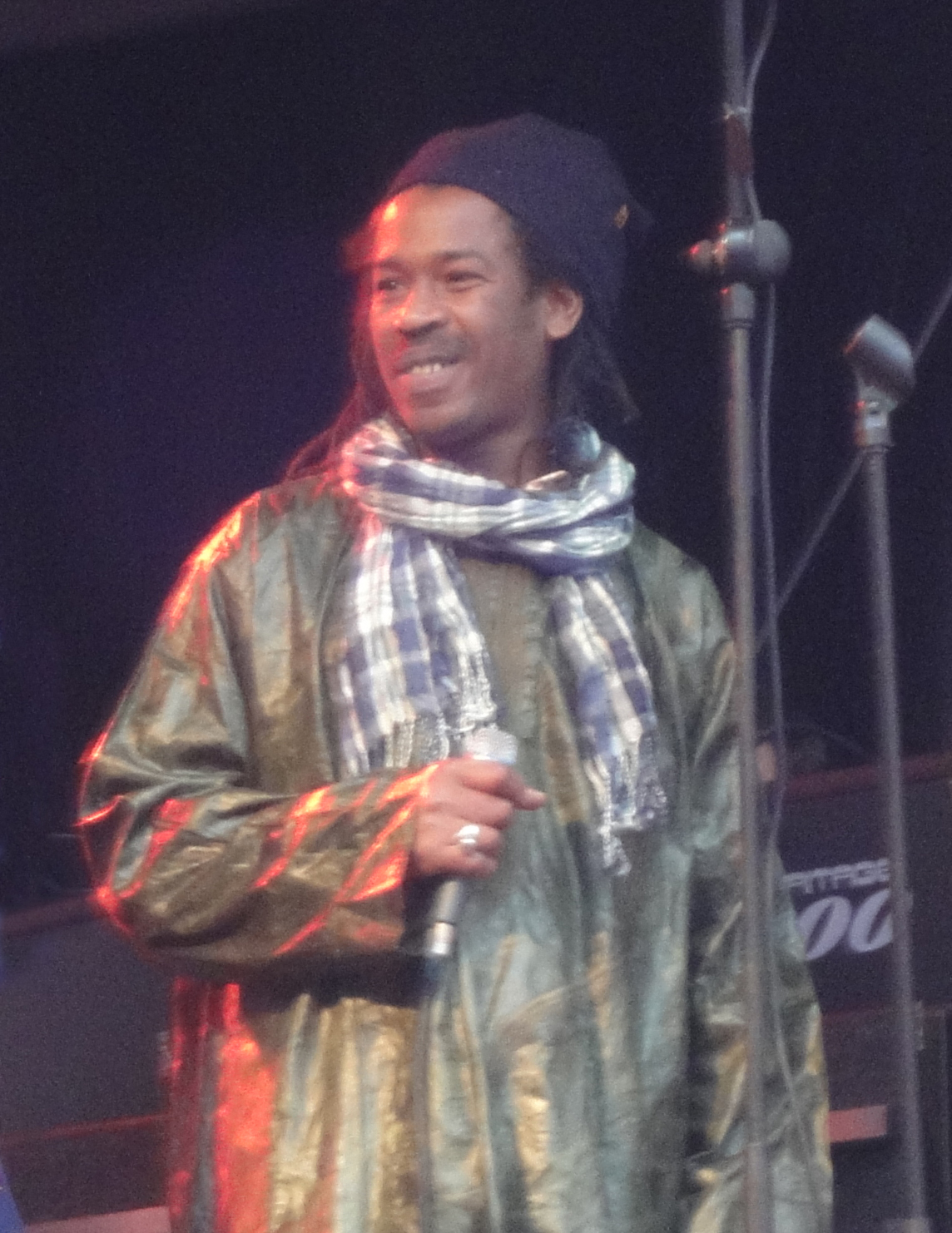
Omar Ka bij het bevrijdingsfestival in Den Haag, 2012

- Akon
- Pape Samory Seck
- Ismaila Seck
- Bakane Seck
- Mamour Seck
- Youssou N'Dour
- Baaba Maal
- Mansour Seck
- Positive Black Soul
- Dnara J
- Pape Fall
- Pee Froiss
- Omar Ka
- Cheikh Lô
- Orchestra Baobab
- Idrissa Magassa
- Assane Mboup
- Super Diamano de Dakar
- Ismaël Lô
- Touré Kunda
- Omar Seck
- Women Unite Senegal
- Cheikh Andji
- Mame Balla
- Viviane Chidid
- Carlou D
- Wally Seck
- Thione Seck
- Pape Diouf
- Coumba Gawlo Seck
- Doudou N'Diaye Rose

## Sierra Leone
- Bai Kamara

## Soedan
- Abdel Aziz El Mubarak
- AlKabli
- Mohammed Wardi

## Tanzania
- Farrokh Bulsara - beter bekend als Freddie Mercury
- Juwata Jazz
- Orchestra Maquis Original
- Ali Kiba
- Professor Jay
- Berry Black (Zanzibar)
- Bi Kidude

## Togo
- Omar B
- Bella Bellow
- Vicky Bila
- Jimmy Hope
- Afia Mala
- King Mensah
- Fifi Rafiatou
- Ninou Toki La
- Toofan

## Tsjaad
- Tibesti
- Ahmed Pecos

## Tunesië
- Lotfi Bouchnak
- Anouar Brahem
- Emel Mathlouthi
- Myrath
- Oulaya
- Dhafer Youssef

## Zambia
- Amayenge
- Distro Kuomboka
- Victor Kachaka
- Jordan Katembula
- Larry Maluma
- Mashome Blue Jeans
- Moonga K.
- Leo "K'millian" Moyo
- Tasila Mwale
- Yvonne Mwale
- Paul Ngozi
- Alick Nkhata
- Nashil Pichen
- Lazarus Tembo
- Lily Tembo
- Witch
- Ballad Zulu
- Maiko Zulu

## Zimbabwe
- Chiwoniso Maraire
- Oliver Mtukudzi
- Thomas Mapfumo
- Bhundu Boys

## Zuid-Afrika
- Bok van Blerk
- Chris Blignaut
- Blondie Chaplin
- Francois van Coke
- Die Antwoord
- Kurt Darren
- Kathryn de Doncker
- Fokofpolisiekar
- Goldfish
- Abdullah Ibrahim
- Johannes Kerkorrel
- Koos du Plessis
- Koos Kombuis
- Solomon Linda
- Lucky Dube
- Miriam Makeba
- MIC
- Nádine
- Jack Parow
- Laurika Rauch
- Dilana Smith
- Margaret Singana
- Robbie Wessels
- Van Coke Kartel

## Zuid-Soedan
- Yaba Angelosi
- Mary Boyoi
- Emmanuel Jal